# Icaricia icarioides
Icaricia icarioides is een vlinder uit de familie van de Lycaenidae. De wetenschappelijke naam van de soort is, als Lycaena icarioides, voor het eerst gepubliceerd in 1852 door Jean Baptiste Boisduval.

## Verspreiding
De soort komt voor in Canada en de Verenigde Staten.

## Ondersoorten
- Icaricia icarioides icarioides
  - = Lycaena maricopa Reakirt, 1866
  - = Lycaena daedalus Behr, 1866[1]
  - = Lycaena phileros Boisduval, 1869
  - = Lycaena mintha Edwards, 1870
- Icaricia icarioides albihalos Emmel & Mattoon, 1998
- Icaricia icarioides ardea Edwards, 1871
- Icaricia icarioides argusmontana Emmel & Mattoon, 1998
- Icaricia icarioides atascadero Emmel & Mattoon, 1998
- Icaricia icarioides austinorum Emmel & Mattoon, 1998
- Icaricia icarioides blackmorei (Barnes & McDunnough, 1919)
- Icaricia icarioides buchholzi (dos Passos, 1938)
- Icaricia icarioides eosierra Emmel & Mattoon, 1998
- Icaricia icarioides evius Boisduval, 1869
- Icaricia icarioides fenderi (Macy, 1931)
- Icaricia icarioides fulla Edwards, 1870
- Icaricia icarioides helios  (Edwards, 1871)
- Icaricia icarioides inyo Emmel & Mattoon, 1998
- Icaricia icarioides lycea (Edwards, 1864)
  - = Lycaena rapahoe Reakirt, 1866
- Icaricia icarioides missionensis Behr, 1867
- Icaricia icarioides montis Blackmore, 1929
- Icaricia icarioides moroensis Hovanitz, 1937
- Icaricia icarioides nigrafem (Holland, 2011)
- Icaricia icarioides panamintina Emmel & Mattoon, 1998
- Icaricia icarioides parapheres Emmel & Mattoon, 1998
- Icaricia icarioides pardalis Behr, 1867
- Icaricia icarioides pembina (Edwards, 1862)
- Icaricia icarioides pheres (Boisduval, 1852)
- Icaricia icarioides sacre (Holland, 2011)
- Icaricia icarioides santana Emmel & Mattoon, 1998